# غوغ جلو
غوغ جلو هي قرية في مقاطعة مياندوآب، إيران. عدد سكان هذه القرية هو 1,000 في سنة 2006.